# Orobanchaceae
Famille
Classification APG III (2009)

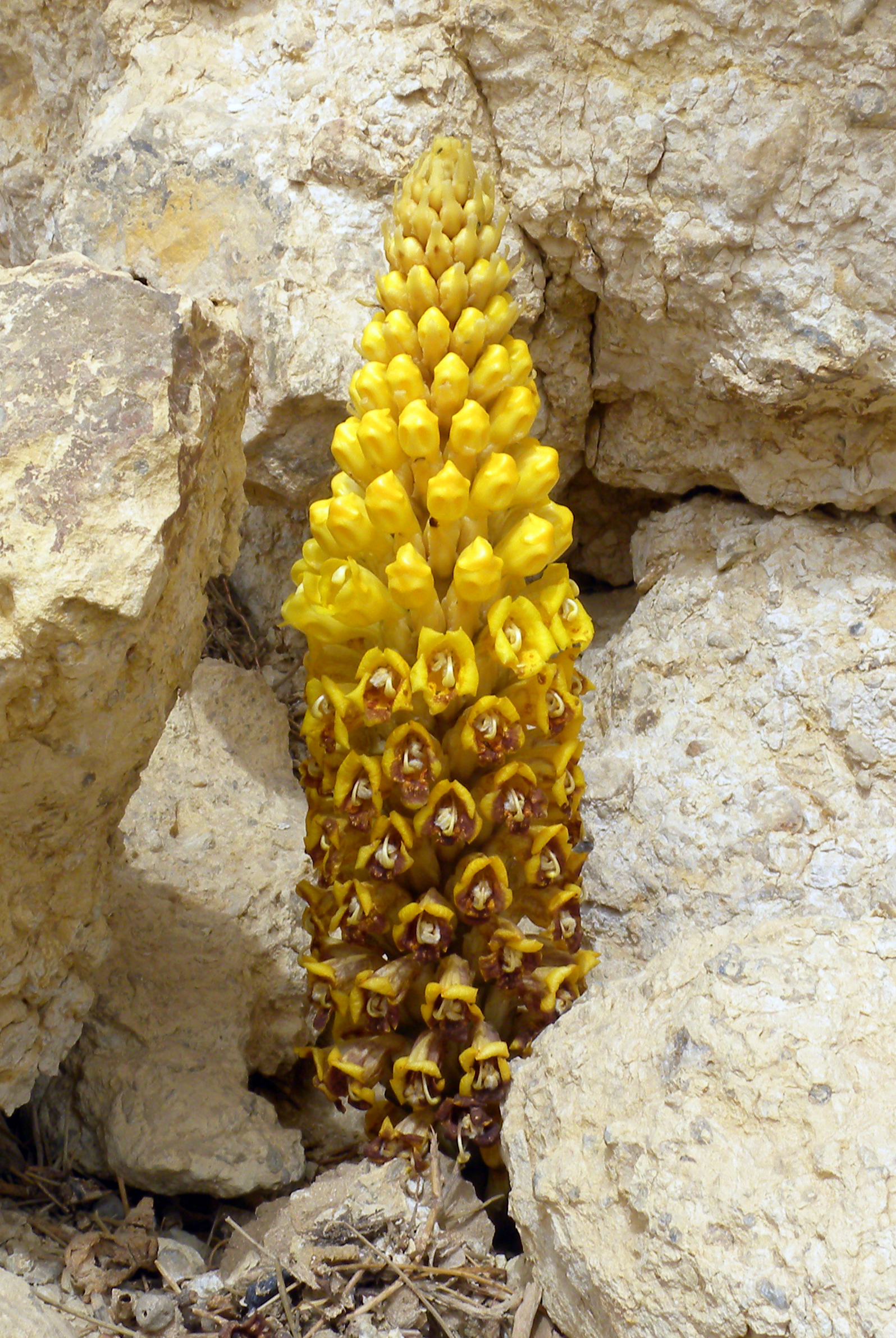
Cistanche tubulosa.

Les Orobanchaceae (ou Orobanchacées) sont une famille de plantes à fleurs dicotylédones de l'ordre des Lamiales. Elle comprend notamment les orobanches qui parasitent de façon quasi spécifique d'autres plantes. Ce sont des plantes herbacées, à feuilles simples, alternes, plus ou moins parasites, des régions tempérées à subtropicales, surtout dans l'hémisphère nord. 

## Étymologie
Le nom vient du genre type Orobanche, composé des mots grecs anciens οροβοσ / orobos, vesce, et αγχω / ancho, « serrer ; étrangler ; étouffer », en référence au caractère parasitaire de la plante. Pour Fournier il s'agit de « L'ancien nom grec d'une plante parasitaire des Vesces et des Lentilles ». 

## Classification
En classification classique, la famille des Orobanchacées comprend 180 espèces réparties en 60 à 70 genres.
Pour la classification phylogénétique APG (1998) et la classification phylogénétique APG II (2003) les contours de cette famille sont plus étendus avec près de 2 000 espèces réparties en 65 genres avec en particulier la tribu Rhinantheae comprenant les genres Euphrasia, Lathraea, Melampyrum et Pedicularis placés précédemment dans les Scrofulariacées. Cette famille est située dans l'ordre des Lamiales.
En classification phylogénétique APG IV (2016), les Lindenbergiaceae et Rehmanniaceae sont inclus dans les Orobanchaceae.

### Liste des tribus
Selon Angiosperm Phylogeny Website (7 Jul 2010) et NCBI (7 Jul 2010) :
- tribu Buchnereae
- tribu Orobancheae
- tribu Rhinantheae

### Liste des genres
Selon Angiosperm Phylogeny Website (7 Jul 2010) :
- Aeginetia
- Agalinis
- Asepalum
- Aureolaria
- Bartsia
- Boschniakia
- Buchnera
- Bungea
- Buttonia
- Castilleja
- Centranthera
- Christisonia
- Cistanche
- Clevelandia
- Conopholis
- Cordylanthus
- Cyclocheilon
- Cycnium
- Cymbaria
- Epifagus
- Escobedia
- Esterhazya
- Euphrasia
- Gentrya
- Gerardiina
- Gleadovia
- Graderia
- Harveya
- Hyobanche
- Kopsiopsis
- Lamourouxia
- Lathraea
- Leptorhabdos
- Macranthera
- Mannagettaea
- Melampyrum
- Melasma
- Micrargeria
- Monochasma
- Necranthus
- Nesogenes
- Nothochilus
- Odontites
- Omphalotrix
- Ophiocephalus
- Orobanche
- Orthocarpus
- Parentucellia
- Pedicularis
- Phacellanthus
- Phelypaea
- Phtheirospermum
- Physocalyx
- Platypholis
- Radamaea
- Rhamphicarpa
- Rhaphispermum
- Rhinanthus
- Schwalbea
- Seymeria
- Silviella
- Siphonostegia
- Sopubia
- Striga
- Tetraspidium
- Tienmuia
- Tozzia
- Xylanche
- Xylocalyx

Selon NCBI (7 Jul 2010) :
- Asepalum
- tribu Buchnereae
  - Agalinis
  - Aureolaria
  - Brachystigma
  - Buchnera
  - Cycnium
  - Dasistoma
  - Escobedia
  - Esterhazya
  - Graderia
  - Harveya
  - Hyobanche
  - Macranthera
  - Melasma
  - Radamaea
  - Seymeria
  - Sopubia
  - Striga
  - Xylocalyx
- Cyclocheilon
- Nesogenes
- tribu Orobancheae
  - Boschniakia
  - Cistanche
  - Conopholis
  - Diphelypaea
  - Epifagus
  - Myzorrhiza
  - Orobanche
  - Phelipanche
- tribu Rhinantheae
  - Aeginetia
  - Bartsia
  - Bungea
  - Castilleja
  - Clevelandia (botanique)
  - Cordylanthus
  - Cymbaria
  - Euphrasia
  - Hedbergia
  - Lamourouxia
  - Melampyrum
  - Monochasma
  - Nothobartsia
  - Odontites
  - Orthocarpus
  - Parentucellia
  - Pedicularis
  - Phtheirospermum
  - Pseudobartsia
  - Pterygiella
  - Rhinanthus
  - Rhynchocorys
  - Schwalbea
  - Siphonostegia
  - Tozzia
  - Triphysaria
  - Xizangia (botanique)
- Orobanchaceae incertae sedis
  - Alectra
  - Brandisia
  - Christisonia
  - Lathraea
  - Lindenbergia

Selon DELTA Angio (7 Jul 2010) :
- Aeginetia
- Boschniakia
- Christisonia
- Cistanche
- Conopholis
- Epifagus
- Gleadovia
- Kopsiopsis
- Lathraea
- Mannafettaea
- Necranthus
- Orobanche
- Phacellanthus
- Phelypaea
- Platypholis
- Scophulariaceae
- Xylanche

Selon ITIS (7 Jul 2010) :
- Aeginetia L.
- Boschniakia C.A. Mey. ex Bong.
- Conopholis Wallr.
- Epifagus Nutt.
- Orobanche L.